# Papakura District
Der Papakura District war eine Verwaltungseinheit in der ehemaligen Region Auckland im Norden der Nordinsel von Neuseeland. Der Verwaltungssitz lag in der Ortschaft Papakura. Im November 2010 wurde der Distrikt aufgelöst und in den neu gebildeten Auckland Council integriert.

## Geographie
Der ehemalige Papakura District lag zwischen Manukau City und dem Franklin District am Pahurehure Inlet, das in seiner Fortsetzung in den Manukau Harbour mündet. Zur Volkszählung im Jahr 2006 zählte der Distrikt 45.183 Einwohner.

## Geschichte
Auf Basis des Local Government Act 1974 wurde der Papakura District 1989 durch die Zusammenlegung von Papakura City und den Gebieten Takanini, Alfriston und Ardmore von Manukau City, und den Gebieten Drury und Karaka des Franklin County neu gebildet. Zu jener Zeit war Neuseeland verwaltungstechnisch noch in Counties, Towns und Boroughs organisiert und unterteilt. Das Gesetz, machte es der damaligen Labour-Regierung möglich auf 850 unterschiedlichen Verwaltungseinheiten 86 zu schaffen. In einer Verwaltungsreform im Jahr 2000 wurde die regionale Verwaltungen noch einmal neu geordnet. Übrig blieben 11 reine Regionale Councils, 12 City Councils und 54 District Councils. Am 1. November 2010 wurde dann der Auckland Regional Council mit sieben Territorial Authority (Gebietskörperschaften) zusammengelegt und der Auckland Council gebildet. der Papakura District gehört mit zu den Sieben.

## Der ehemalige Distrikt heute
Der ehemalige Papakura District wird heute als ein Stadtteil vom Auckland Council mit einem eigenen und mit sechs gewählten politischen Vertretern ausgestatteten Local Board geführt. Dieser kümmert sich um lokale Angelegenheiten.